# Fernanda Labraña
Fernanda Labraña (* 13. März 1999 in Santiago de Chile) ist eine chilenische Tennisspielerin.

## Karriere
Labraña begann im Alter von vier Jahren das Tennisspielen und bevorzugt dabei laut ITF-Profil Sandplätze. Sie spielt bislang überwiegend Turniere auf der ITF Women’s World Tennis Tour, wo sie bislang zwölf Doppeltitel gewonnen hat.
2017 gewann sie mit ihrer Partnerin Helene Pellicano das J1 Lambaré im Damendoppel.
Seit 2022 ist Fernanda Labraña Teil der chilenischen Billie-Jean-King-Cup-Mannschaft. Von sieben Einzeln konnte sie zwei, von fünf Doppeln drei gewinnen.

### College Tennis
Labraña spielt für die University of Texas in der NCAA, 2021 gewann sie mit ihrem Team die Meisterschaft der NCAA.

## Turniersiege

### Doppel
| Nr. | Datum              | Turnier         | Kategorie | Belag     | Partnerin               | Finalgegnerinnen                              | Ergebnis          |
| --- | ------------------ | --------------- | --------- | --------- | ----------------------- | --------------------------------------------- | ----------------- |
| 1.  | 20. Juli 2019      | Lima            | ITF W15   | Sand      | Camila Romero           | Nadia Echeverría Alam Diana Maria Mihail      | 6:2, 6:4          |
| 2.  | 5. Oktober 2019    | Norman          | ITF W15   | Hartplatz | Anna Turati             | Kailey Evans Ashlyn Krueger                   | 6:2, 6:3          |
| 3.  | 2. Oktober 2021    | Lubbock         | ITF W15   | Hartplatz | Tiphanie Fiquet         | Carmen Corley Ivana Corley                    | 6:4, 6:72, [10:8] |
| 4.  | 30. April 2022     | São Paulo       | ITF W15   | Sand      | Martina Capurro Taborda | Fernanda Astete Marian Gomez Pezuela Cano     | 6:2, 6:1          |
| 5.  | 7. Mai 2022        | Curitiba        | ITF W15   | Sand      | Martina Capurro Taborda | Ana Filipa Santos Noelia Zeballos             | 6:1, 6:4          |
| 6.  | 14. Mai 2022       | São Paulo       | ITF W15   | Sand      | Martina Capurro Taborda | Romina Ccuno Noelia Zeballos                  | 7:61, 3:6, [10:7] |
| 7.  | 26. August 2023    | Lima            | ITF W15   | Sand      | Romina Ccuno            | Lourdes Ayala Julieta Lara Estable            | 6:4, 6:4          |
| 8.  | 30. September 2023 | Lujan           | ITF W25   | Sand      | Martina Capurro Taborda | Nicole Fossa Huergo Luisa Meyer auf der Heide | 6:2, 7:5          |
| 9.  | 30. November 2024  | Ribeirão Preto  | ITF W15   | Sand      | Romina Ccuno            | Camilla Bossi Ana Candiotto                   | 6:1, 2:6, [10:7]  |
| 10. | 14. Dezember 2024  | Mogi das Cruzes | ITF W15   | Sand      | Antonia Vergara Rivera  | Luiza Fullana Júlia Konishi Camargo Silva     | 7:5, 6:2          |
| 11. | 19. April 2025     | Leme            | ITF W35   | Sand      | Romina Ccuno            | Luciana Moyano Noelia Zeballos                | 6:2, 7:5          |
| 12. | 16. August 2025    | Santiago        | ITF W15   | Sand      | Romina Ccuno            | Beatrice Stagno Antonia Vergara Rivera        | 6:1, 6:3          |

## Privat
Labraña besuchte das Colegio Sagrado Corazon de Talagante während ihrer Schulzeit.